# Гентский троллейбус
Гентский троллейбус — троллейбусная система в Бельгии, работавшая в 1989-2009 гг. Система состояла из одного маршрута.

## История
В прошлом по маршруту будущего троллейбуса ходил трамвай № 3. В 1969 году этот трамвайный маршрут был закрыт и заменён автобусным.
Создание троллейбусного маршрута в Генте было кроме всего прочего связано с так называемой «политикой вафельницы». Движение по маршруту было открыто в 25 марта 1989 года. С 1991 года эксплуатацию маршрута осуществляет фирма De Lijn.
В связи с длительными дорожными работами эксплуатация маршрута была временно приостановлена 9 апреля 2004 года. Троллейбусы вернулись на улицы города только 15 октября 2005 года. Во время вынужденной «безработицы» троллейбусы поддерживались в работопригоднем состоянии при помощи кратких поездок, как в условиях питания от контактной сети, так и при помощи дизельного агрегата.
В настоящее время в Генте проводится программа развития городского трамвая. В рамках этой программы, в будущем маршрут № 3 опять должен стать трамвайным. К тому же в ближайшем будущем планируется закрыть нынешнее депо трамваев и троллейбусов в районе Гентбрююге и построить новое депо в районе Вонделгем, не имеющего связи с троллейбусной сетью.
14 июня 2009 года система была закрыта.

## Маршрутная сеть
Троллейбусная сеть города Гента (Бельгия) состояла из одного маршрута длиной 8,5 км. Маршрут (номер маршрута — 3, в Бельгии принята сквозная нумерация маршрутов всех видов общественного транспорта) соединял конечные пункты Гентбрюгге Меерсемедрис и Мариакерке Пост.
Напряжение контактной сети — 600 вольт постоянного тока. Тип контактной сети — Kummler+Matter.

## Подвижной состав
Маршрут обслуживали 20 сочленённых троллейбусов построенных заводом компании Van Hool в Лире. Электрическое оборудование поставила фирма ACEC из Шарлеруа. Троллейбусы были оборудованы дизельным агрегатом, то есть фактически являлись дуобусами. (подробнее см. Van Hool AG280T).